# Castejón de las Armas
Castejón de las Armas és un municipi de la província de Saragossa situat a la comarca de la Comunitat de Calataiud.